# سيدي براني (مركز)
مركز سيدي براني، مركز إداري مصري. يقع في محافظة مطروح الواقعة في جمهورية مصر العربية. يضم المركز مدينة سيدي براني و 8 قرى.